# Toma Preljubović
Toma II. Preljubović ali Tomas Komnen Paleolog (srbsko: Тома Прељубовић, grško: Θωμάς Κομνηνός Παλαιολόγος, Thōmas Komnēnos Palaiologos) je bil vladar Epira in Janine od leta 1366 do svoje smrti 23. decembra 1384.
Toma je bil sin cezarja Gregorija Preljuba (grško: Prealimpos), srbskega guvernerja Tesalije in Irene, hčerke srbskega vladarja Stefana Uroša IV. Dušana in Helene Bolgarske.

## Življenjepis
Po nasilni očetovi smrti je hotel Toma prevzeti oblast v Tesaliji, do katere je imela pravico njegova mati Irena, vendar se je moral pred vojsko Nekeforja II. Orsinija leta 1356 umakniti v Srbijo. V Srbiji se je Irena poročila z vladarjem Edese Radoslavom Hlapenom, ki je vzel Toma pod svoje okrilje. 
Novi tesalski vladar Simeon Uroš Paleolog je bil leta 1359–1360 v Epirju, zato je Hlapen izkoristil priložnost in napadel Tesalijo in jo poskusil osvojiti v korist svojega pastorka. Simeonu Urošu je uspelo zaustaviti invazijo, vendar je moral Tomi prepustiti Kastorijo in z njim poročiti svojo hčerko Marijo. V naslednjih nekaj letih je Simeon Uroš spoznal, na ne more učinkovito obvladovati celotnega Epira, zato je Arto in Angelokastron prepustil lokalnim albanskim poglavarjem. Leta 1366 so ga prebivalci Janine, zadnje večje trdnjave, ki je še bila pod njegovo oblastjo, prosili, naj imenuje guvernerja, ki jih bo učinkovito zaščitil pred napadi albanskih plemen. 
Simeon Uroš je za guvernerja izbral Tomo, ki je prišel v Janino leta 1366 ali 1367. Njegovo vladanje v Epiru je podrobno opisano v Janinski kroniki, v kateri je prikazan kot krut in svojeglav vladar. Janinski cerkvi je zaplenil veliko premoženja in z njim nagradil svoje srbske plačance. 
Leta 1382 je bil za lokalnega nadškofa imenovan Matej, ki je v imenu bizantinskega cesarja Ivana V. Paleologa Tomi podelil naslov despota. Toma se je kljub temu z nadškofom kasneje sprl in ga izgnal iz Janine.
Toma je preganjal tudi lokalno plemstvo, kar je povzročilo vrsto uporov. Začel je pleniti cerkveno in privatno lastnino, uvedel nove davke in monopole na razne dobrine, med katerimi so bile tudi ribe in sadje. Pri tem se je zanašal na svojo vojsko, s katero se je stalno vojskoval tudi z lokalnimi albanskimi plemeni in vladarji Arte in Angelokastrona. 
Kmalu po prevzemu oblasti je Janino neuspešno oblegal Peter Ljoša Artski. Spor se je končal s poroko Tomove hčerke Irene s Petrovim sinom Ivanom. Ko je Ivan Bua Špata Angelokastronski osvojil Arto, se je ponovno vnela vojna, ki se je končala z Ivanovo poroko s Tomovo polsestro Heleno. Tudi ta sporazum ni trajal dolgo in Albanci so leta 1377 in 1379 dvakrat neuspešno napadli Janino. Toma je zato zaprosil za pomoč frankovske in nato še osmanske sosede. Osmani so se takoj odzvali in mu leta 1381 poslali na pomoč svojo vojsko. Toma je vojsko dobro izkoristil in do leta 1384 osvojil mnogo sovražnih trdnjav. Za svoje brezobzirne uspehe si je zaslužil nečastni vzdevek Ubijalec Albancev (grško Αλβανοκτόνος, latinizirano: Albanoktonos).
Toma je imel slabe odnose tudi s svojo ženo Marijo, ki je zato sodelovala v zaroti proti svojemu možu. Toma je 23. decembra 1384 ubila njegova osebna straža. Navdušena množica prebivalcev Janine je prisegla zvestobo njegovi vdovi Mariji in povabila njenega brata Ivana Uroša Dukasa Paleologa za vladinega svetovalca.

## Družina
Toma Preljubović je imel z neimenovano materjo najmanj eno hčerko
- Ireno († 1374/1375|75), poročeno z Ljošom Artskim.

Z ženo Marijo Angelino Dukaino Paleologino je verjetno imel sina
- Preljuba (grško: Prealoupes), ki je že v mladosti umrl.

| Predhodnik: Simeon Uroš | Vladar Epirja 1367–1384 | Naslednik: Marija |